# Szingapúr a 2011-es úszó-világbajnokságon
Szingapúr a 2011-es úszó-világbajnokságon 15 sportolóval vett részt.

## Úszás
Férfi
| Versenyző    | Esemény                      | Selejtező | Selejtező | Elődöntő          | Elődöntő          | Döntő             | Döntő             |
| Versenyző    | Esemény                      | Idő       | Helyezés  | Idő               | Helyezés          | Idő               | Helyezés          |
| ------------ | ---------------------------- | --------- | --------- | ----------------- | ----------------- | ----------------- | ----------------- |
| Kai Quan Yeo | Férfi 200 méteres gyorsúszás | 1:52.54   | 42        | Nem jutott tovább | Nem jutott tovább | Nem jutott tovább | Nem jutott tovább |
| Zhen Ren Teo | Férfi 800 méteres gyorsúszás | 8:28.67   | 48        |                   |                   | Nem jutott tovább | Nem jutott tovább |

Női
| Versenyző  | Esemény                       | Selejtező | Selejtező | Elődöntő          | Elődöntő          | Döntő             | Döntő             |
| Versenyző  | Esemény                       | Idő       | Helyezés  | Idő               | Helyezés          | Idő               | Helyezés          |
| ---------- | ----------------------------- | --------- | --------- | ----------------- | ----------------- | ----------------- | ----------------- |
| Amanda Lim | Női 50 méteres gyorsúszás     | 26.12     | 30        | Nem jutott tovább | Nem jutott tovább | Nem jutott tovább | Nem jutott tovább |
| Amanda Lim | Női 100 méteres gyorsúszás    | 57.00     | 39        | Nem jutott tovább | Nem jutott tovább | Nem jutott tovább | Nem jutott tovább |
| Shana Lim  | Női 100 méteres hátúszás      | 1:07.23   | 49        | Nem jutott tovább | Nem jutott tovább | Nem jutott tovább | Nem jutott tovább |
| Tao Li     | Női 50 méteres hátúszás       | 29.40     | 32        | Nem jutott tovább | Nem jutott tovább | Nem jutott tovább | Nem jutott tovább |
| Tao Li     | Női 50 méteres pillangóúszás  | 26.43     | 11 Q      | 26.34             | 9                 | Nem jutott tovább | Nem jutott tovább |
| Tao Li     | Női 100 méteres pillangóúszás | 58.89     | 15 Q      | 58.78             | 15                | Nem jutott tovább | Nem jutott tovább |

## Szinkronúszás
Női
| Versenyző(k) | Esemény               | Selejtező | Selejtező | Döntő               | Döntő               |
| Versenyző(k) | Esemény               | Pont      | Helyezés  | Pont                | Helyezés            |
| --- | --------------------- | --------- | --------- | ------------------- | ------------------- |
| Stephanie Chen Hui Yu Yap | Páros rövid program   | 67.200    | 39        | Nem jutottak tovább | Nem jutottak tovább |
| Stephanie Chen Hui Yu Yap | Páros szabad program  | 68.790    | 38        | Nem jutottak tovább | Nem jutottak tovább |
| Samantha Chen Stephanie Chen Geraldine Chew Aik Ping Tay Mei Shan Krishnan Mei Shuang Lee Priscilla Sung Elisabeth Tan                      | Csapat rövid program  | DNS       | DNS       | Nem jutottak tovább | Nem jutottak tovább |
| Samantha Chen Hui Zhang Geraldine Chew Aik Ping Tay Mei Shan Krishnan Mei Shuang Lee Priscilla Sung Elisabeth Tan                           | Csapat szabad program | 64.780    | 22        | Nem jutottak tovább | Nem jutottak tovább |
| Samantha Chen Stephanie Chen Geraldine Chew Hui Yu Yap Aik Ping Tay Mei Chan Krishnan Mei Shuang Lee Priscilla Sung Elisabeth Tan Hui Zhang | Kombinációs kűr       | 70.400    | 12 Q      | 70.240              | 12                  |